# 塞克斯特訥多洛米蒂山脈
46°37′45″N 12°19′58″E / 46.629282°N 12.332754°E

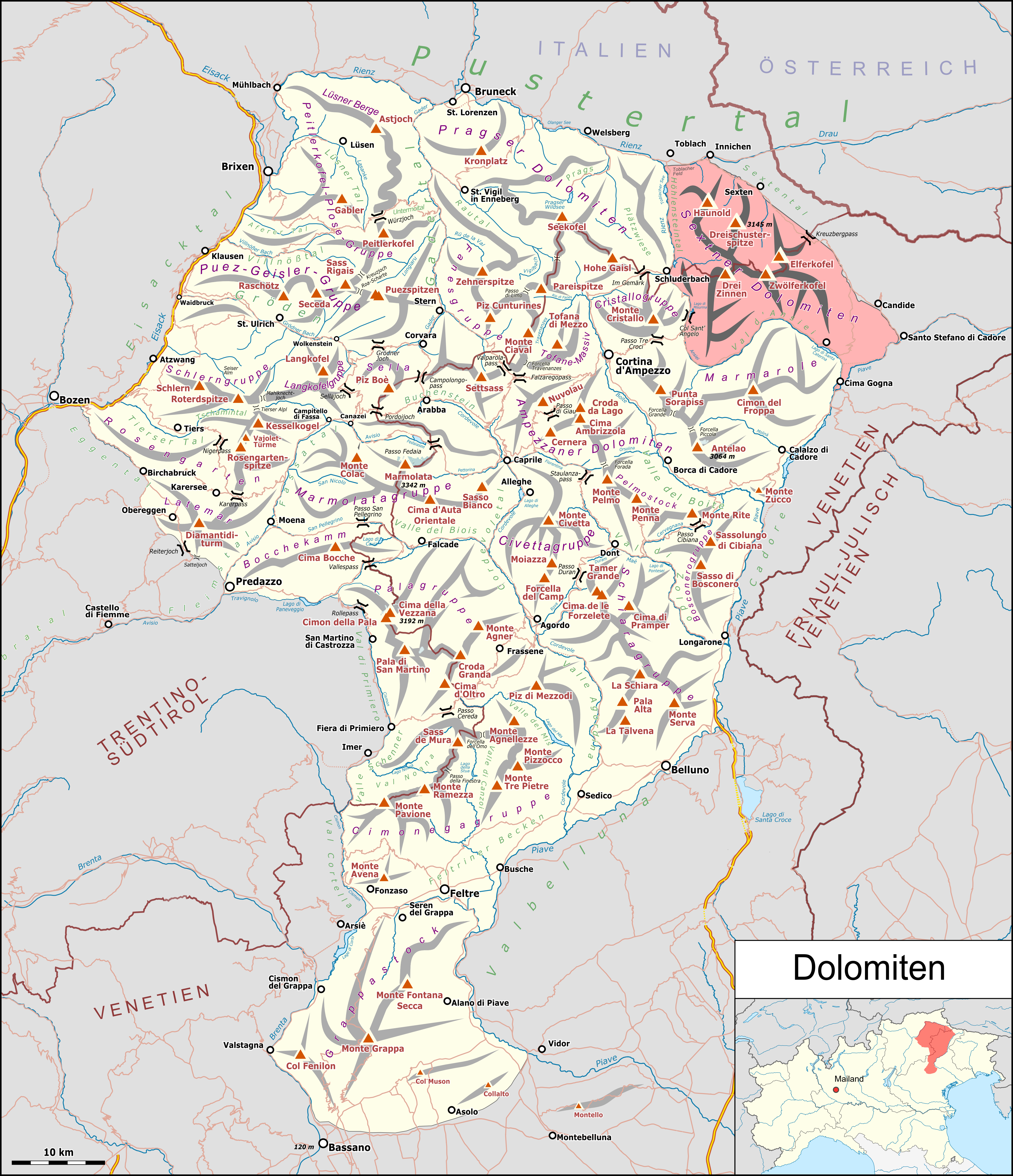

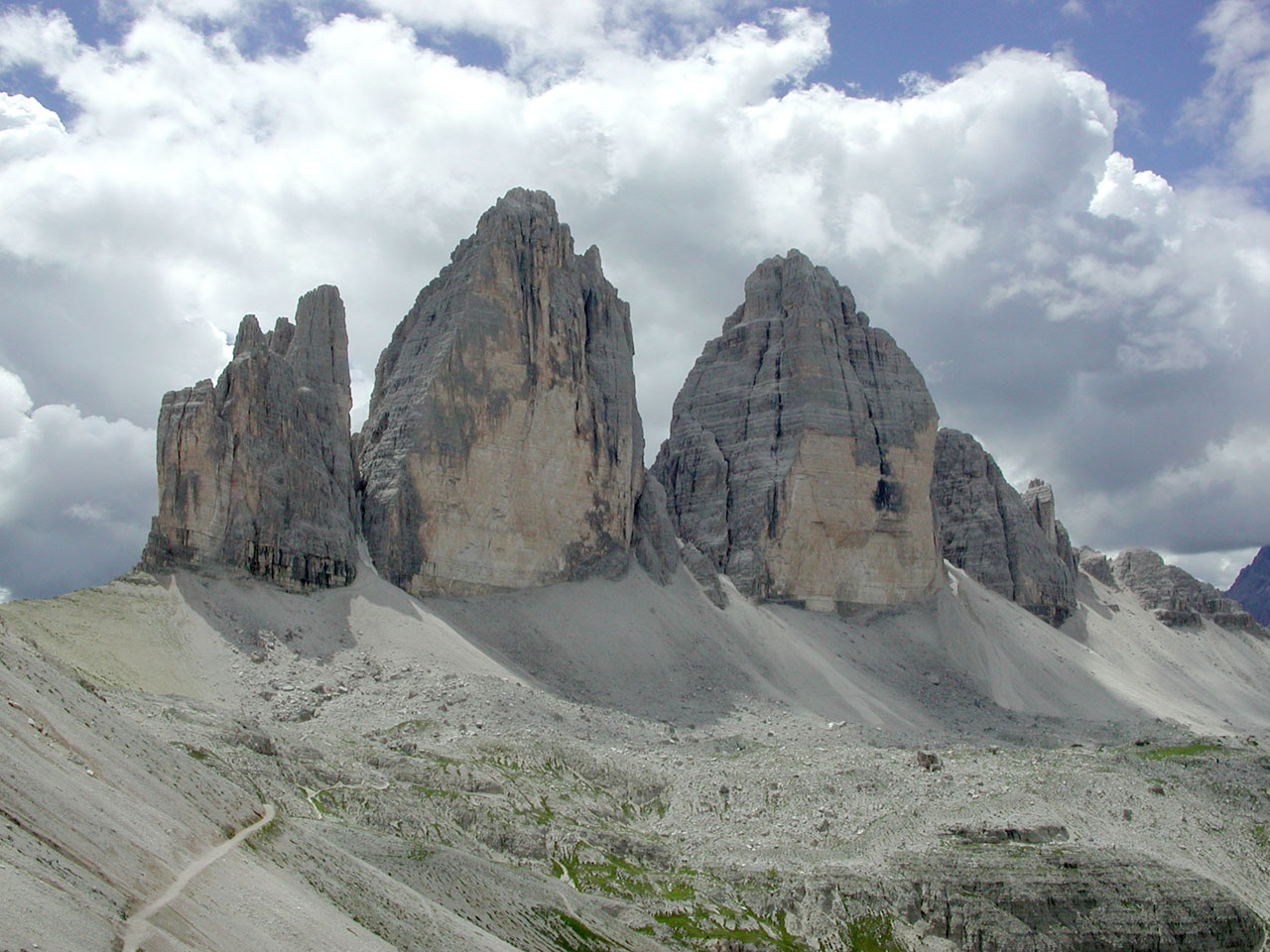

塞克斯特訥多洛米蒂山脈（義大利語：Dolomiti di Sesto），是意大利的山脈，位於該國東北部，由博爾扎諾-南蒂羅爾自治省負責管轄，屬於多洛米蒂山的一部分，最高點是海拔高度3,145米的德賴舒斯特峰。